# Liste des cavités naturelles les plus longues du Cher

Département du Cher.

La liste des cavités naturelles les plus longues du Cher recense, sous la forme d'un ou plusieurs tableaux, les cavités souterraines naturelles, connues dans ce département français, dont le développement est supérieur ou égal à dix mètres.
La communauté spéléologique considère qu'une cavité souterraine naturelle n'existe vraiment qu'à partir du moment où elle est « inventée » c'est-à-dire découverte (ou redécouverte), inventoriée, topographiée et publiée. Bien sûr, la réalité physique d'une cavité naturelle est la plupart du temps bien antérieure à sa découverte par l'homme ; cependant tant qu'elle n'est pas explorée, mesurée et révélée, la cavité naturelle n'appartient pas au domaine de la connaissance partagée.
La liste spéléométrique des plus longues cavités naturelles du Cher (≥ 10 m) est  actualisée fin 2018.
La plus longue cavité répertoriée dans le département du Cher est la « grotte de Chanteloup » à Lunery (cf. ligne 1 du tableau ci-dessous).

## Cavités naturelles souterraines du Cher de développement supérieur ou égal à10 mètres
12 cavités sont recensées au 31-12-2018.
| Réf. | Cavités (autres noms)               | Communes               | Massifs ou zones géographiques | Coordonnées (WGS 84)        | Développement (en mètres) | Dénivelée (en mètres) | Sources ou références     | Mises à jour |
| ---- | ----------------------------------- | ---------------------- | ------------------------------ | --------------------------- | ------------------------- | --------------------- | ------------------------- | ------------ |
| 1    | Grotte de Chanteloup                | Lunery                 |                                | 46° 57′ 16″ N, 2° 16′ 08″ E | +000165, m                | +0000, m              | Grottocenter              | 2000-00      |
| 2    | Grotte de la Loutonnière            | Farges-Allichamps      |                                | 46° 45′ 08″ N, 2° 25′ 26″ E | +0 00090, m               | +0000, m              | Grottocenter              | 2000-00      |
| 3    | Perte du Gros Buisson               | Meillant               |                                |                             | +0 00090, m               | +0000, m              | Spéléométrie de la France | 2000-00      |
| 4    | Perte de l'Étang de la Grille       | Meillant               |                                | 46° 45′ 34″ N, 2° 29′ 42″ E | +0 00084, m               | +0000, m              | Grottocenter              | 2000-00      |
| 5    | Grotte de l'Écologiste              | Sainte-Thorette        |                                | 47° 03′ 01″ N, 2° 11′ 15″ E | +0 00065, m               | +0007, m              | Spéléométrie de la France | 2000-00      |
| 6    | Grotte des Fous                     | Saint-Florent-sur-Cher |                                | 46° 57′ 56″ N, 2° 15′ 34″ E | +0 00056, m               | +0011, m              | Grottocenter              | 2000-00      |
| 7    | Puits de la Rose                    | Saint-Martin-d'Auxigny |                                |                             | +0 00048, m               | +0000, m              | Spéléométrie de la France | 2000-00      |
| 8    | Gouffre du Champ de la Bruyère n° 2 | Meillant               |                                | 46° 46′ 28″ N, 2° 31′ 55″ E | +0 00035, m               | +0005, m              | Spéléométrie de la France | 2000-00      |
| 9    | Gouffre du Champ de la Bruyère n° 1 | Meillant               |                                |                             | +0 00025, m               | +0005, m              | Spéléométrie de la France | 2000-00      |
| 10   | Grotte de Saint-Rhomble             | Meillant               |                                |                             | +0 00020, m               | +0006, m              | Spéléométrie de la France | 2000-00      |
| 11   | Gouffre Popaul                      | Veaugues               |                                | 47° 14′ 58″ N, 2° 45′ 31″ E | +0 00020, m               | +0020, m              | Spéléométrie de la France | 2000-00      |
| 12   | Grotte de Font-Moreau               | Sainte-Thorette        |                                |                             | +0 00010, m               | +0000, m              | Spéléométrie de la France | 2000-00      |